# Ауро
Ауро Алваро да Крус Жуниор (порт. Auro Alvaro da Cruz Junior; род. 23 января 1996, Жау, Сан-Паулу, Бразилия), или просто Ауро, — бразильский футболист, защитник грузинского клуба «Торпедо» Кутаиси.

## Биография
Ауро воспитывался в системе «Сан-Паулу» и был повышен в первую команду в сезоне 2014. Его профессиональный дебют состоялся 7 сентября 2014 года в матче против «Спорт Ресифи», в котором он вышел на замену в первом тайме вместо Пауло Миранды. 23 сентября 2014 года продлил контракт с «Сан-Паулу» до 2019 года.
В феврале 2016 года отправился в аренду в «Линенсе» на чемпионат Паулиста 2016.
14 января 2017 года отправился в аренду в «Америку Минейро» на один год.
13 февраля 2018 года Ауро был взят в аренду клубом MLS «Торонто» с опцией выкупа. За канадский клуб дебютировал 20 февраля в первом матче ⅛ финала Лиги чемпионов КОНКАКАФ 2018 против «Колорадо Рэпидз». 17 декабря 2018 года «Торонто» объявил о выкупе Ауро у «Сан-Паулу».
14 февраля 2022 года Ауро вернулся играть на родину, отправившись в аренду в «Сантос» до конца года с опцией выкупа. 22 ноября 2022 года «Сантос» объявил об уходе Ауро. «Торонто» также не стал продлевать контракт с ним по окончании сезона 2022.
2 марта 2023 года Ауро Жуниор подписал контракт с клубом казахстанской Премьер-лиги «Ордабасы».
Ауро выступал за юношескую сборную Бразилии, проведя 15 встреч. Принимал участие в юношеском чемпионате мира 2013. Также на его счету один матч за молодёжную сборную Бразилии.

## Достижения
Командные
«Торонто»
- Победитель Первенства Канады: 2018

«Ордабасы»
- Чемпион Казахстана: 2023